# جون يانسن (ملحن)
جون يانسن (بالإنجليزية: John Jansen)‏ هو مهندس ومهندس الصوت ومنتج أسطوانات وملحن أمريكي، ولد في 3 أكتوبر 1947 في كونيتيكت في الولايات المتحدة.

## وصلات خارجية
- جون يانسن على موقع ميوزك برينز (الإنجليزية)
- جون يانسن على موقع أول ميوزيك (الإنجليزية)
- جون يانسن على موقع ديسكوغز (الإنجليزية)